# Sinopterus
Sinopterus (лат., буквально — «китайское крыло») — род птерозавров из семейства тапеярид, живших во времена раннемеловой эпохи (аптский век) на территории современного Китая. Было классифицировано три вида, но только два считаются валидными. Sinopterus известен пропорционально большим черепом, имевшим острый птичий беззубый клюв, длинным костяным гребнем, который начинался от высокой предчелюстной кости и тянулся назад по середине черепа, нависая над затылком.

## Описание и классификация

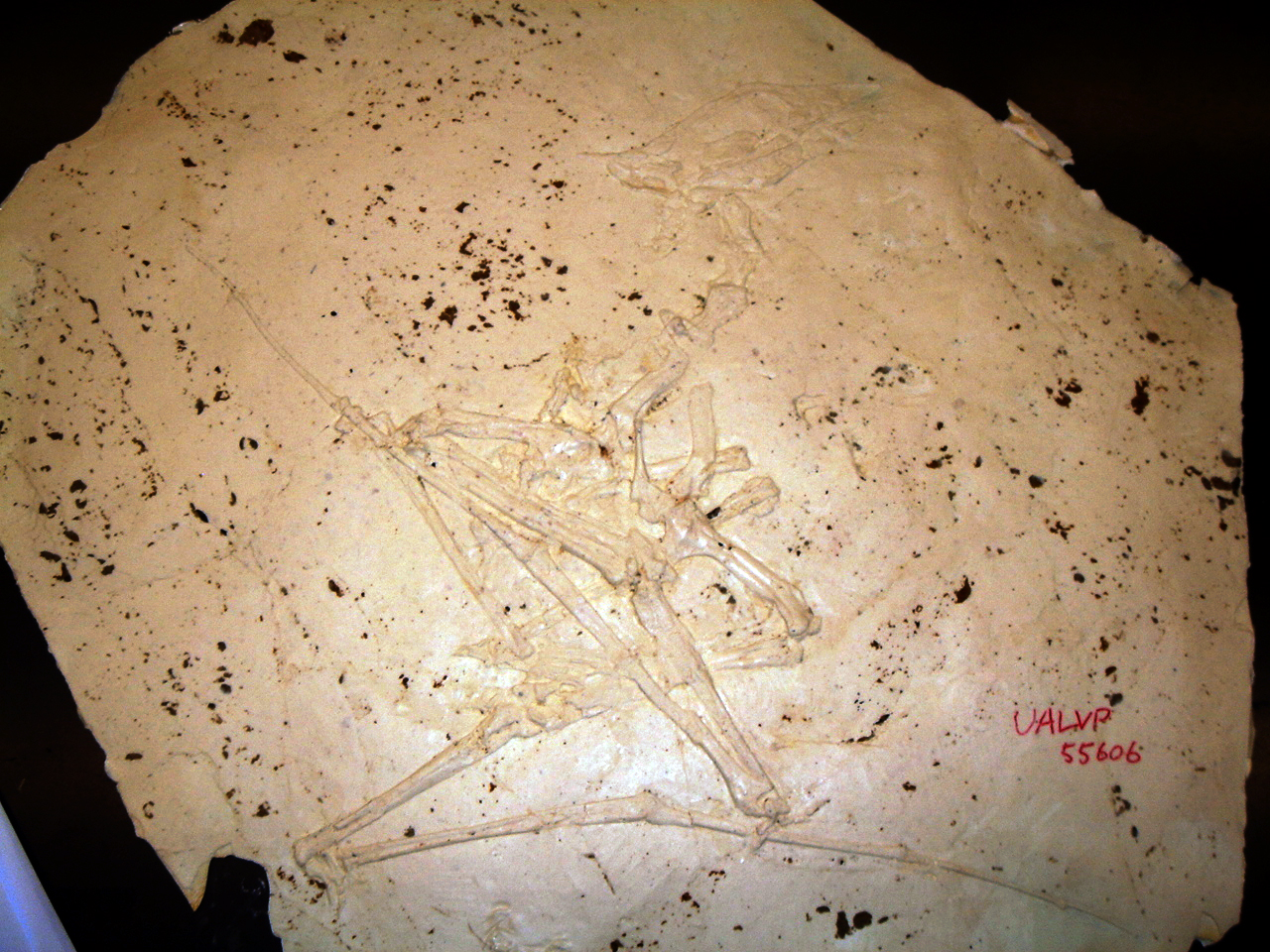
Слепок голотипа Sinopterus dongi

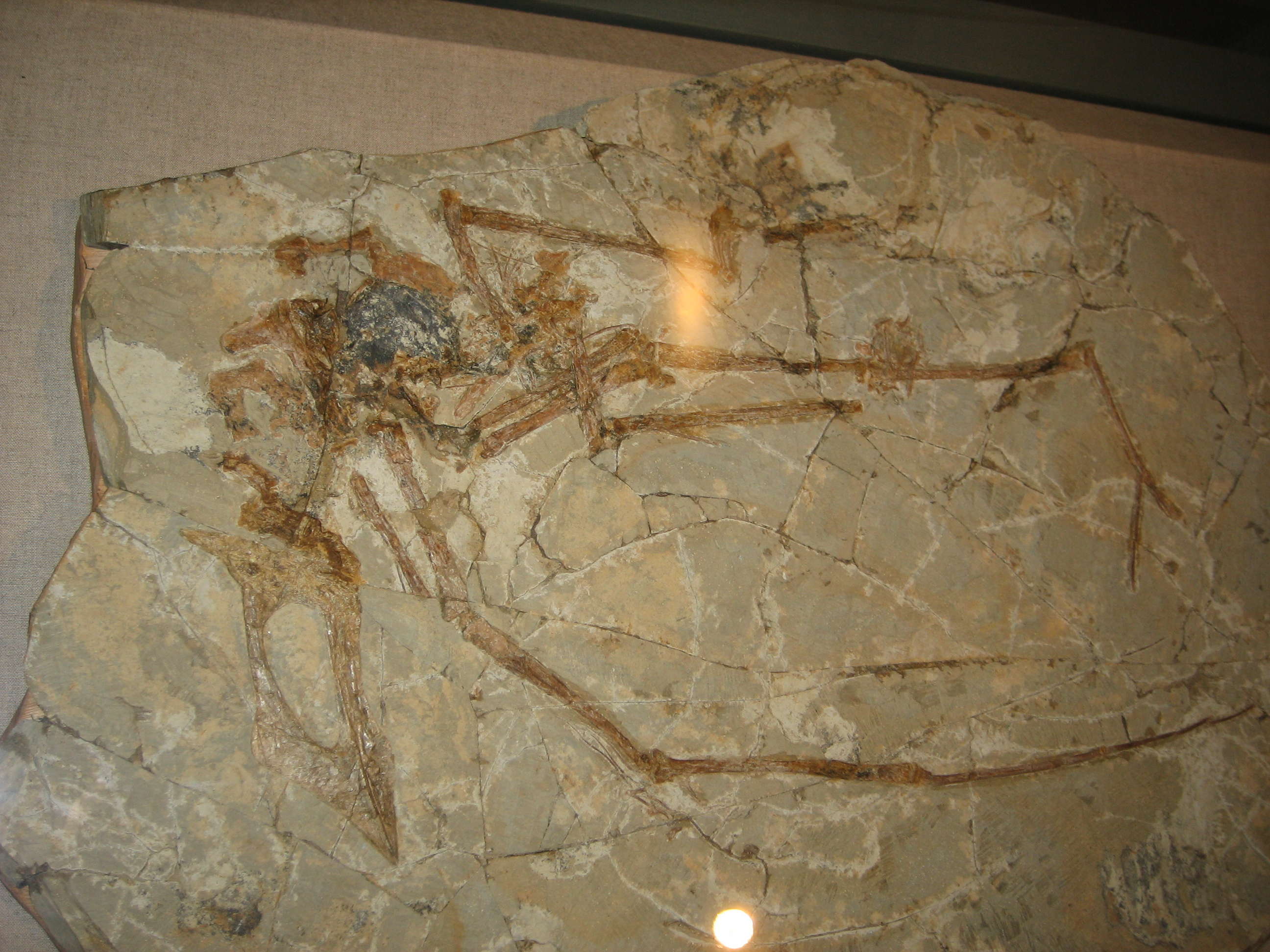
Ископаемый скелет

Типовой вид, Sinopterus dongi, основан на образце IVPP V13363, сочленённом, почти полном скелете, найденным в  формации Цзюфотан в провинции Ляонин (Китай). Череп этой особи имел длину 17 сантиметров, а размах крыльев был оценён в 1,2 метра. Авторы предположили, что Sinopterus был всеядным. Также они отметили, что это первый тапеярид, найденный за пределами Бразилии, а также самый ранний и самый полный тапеярид.
Второй вид, Sinopterus gui, назвали Ли, Люй и Чжан в 2003 году на основе образца BPV-077, ещё одного почти полного скелета из формации Цзюфотан. Этот образец отличается от Sinopterus dongi, в основном, меньшим размером (около половины размера S. dongi) и наличием нотариума, хотя это было позднее опровергнуто. Некоторые более поздние исследования показали, что Sinopterus gui представляет более молодую особь Sinopterus dongi, хотя ещё один анализ определил, что этот вид представляет собой более примитивного тапеярида, тесно связанного с Nemicolopterus.
В 2007 году к Sinopterus был отнесён ещё один вид — Sinopterus jii. Этот вид впервые назвали Люй и Юань в 2005 году в качестве типового вида нового рода, который они назвали Huaxiapterus. Два исследования, 2007 и 2011 годов, показали, что Huaxiapterus jii был теснее связан с Sinopterus, чем с двумя другими видами, также соотнесёнными с Huaxiapterus, H. corollatus и H. benxiensis. Обе группы исследователей пришли к выводу, что Huaxiapterus jii должен быть классифицирован как Sinopterus jii, и что другие два вида Huaxiapterus требуют нового родового названия. Тем не менее, более полный филогенетический анализ показал, что Sinopterus может оказаться промежуточной градой между H. jii и двумя другими видами Huaxiapterus, что делает Sinopterus парафилетическим родом, если H. jii будет включён.

### Проблемы классификации
С момента обнаружения типового вида Sinopterus dongi из формации Цзюфотан были описаны еще шесть видов тапеярид: Sinopterus gui, Sinopterus lingyuanensis, Huaxiapterus jii, Huaxiapterus corollatus, Huaxiapterus benxiensis и Huaxiapterus atavismus. В настоящее время тапеярины формации Цзюфотан вовлечены в сложную серию таксономических споров, при этом род Huaxiapterus многими авторами рассматривается как младший синоним Sinopterus. На видовом уровне в настоящее время для рода Sinopterus в основном существуют две таксономические схемы — консервативная и более масштабная. Консервативная схема, предложенная Марк Уиттоном в 2013 году и одобренная Дарреном Нэйшем и Элизабет Мартин-Силверстоун в 2021, утверждает, что большинство, если не все, тапеярины Цзюфотана являются онтогенетическими членами одного вида — Sinopterus dongi. С другой стороны, обширная схема Синляо Чжана (Xingliao Zhang) и коллег опубликованная в 2019 году показывает, что тапеярины Цзюфотана представляют по меньшей мере пять допустимых видов в пределах рода Sinopterus: S.dongi, S. corollatus, S. benxiensis, S.lingyuanensis и S. atavismus. Последняя вытекает из схемы Цзюньчана Люй (Junchang Lü) и его коллег, опубликованной в 2016 году, в которой утверждалось, что Sinopterus (с тремя видами) и “Huaxiapterus” (с четырьмя видами) на самом деле различны на родовом уровне и что таким образом можно рассматривать третью схему таксономического комплекса Sinopterus — многородовую.